# Nemacheilus periyarensis
Nemacheilus periyarensis es una especie de peces de la familia Balitoridae en el orden de los Cypriniformes.

## Distribución geográfica
Se encuentra en Kerala (India).

## Hábitat
Es un pez de agua dulce.